# 佐藤定七
佐藤 定七（さとう さだしち、1848年（嘉永元年11月） - 1903年（明治36年）11月4日）は、日本の政治家、衆議院議員（1期）。

## 経歴
越後国蒲原郡(のち新潟県中蒲原郡新関村→五泉市と新津市(現・新潟市秋葉区)に分割)生まれ。新関村長となる。
1894年3月の第3回衆議院議員総選挙において新潟3区から自由党所属で立候補して当選する。同年9月の第4回衆議院議員総選挙は不出馬。衆議院議員は1期務め、1903年に死去した。